# Wilhelm Wimpff

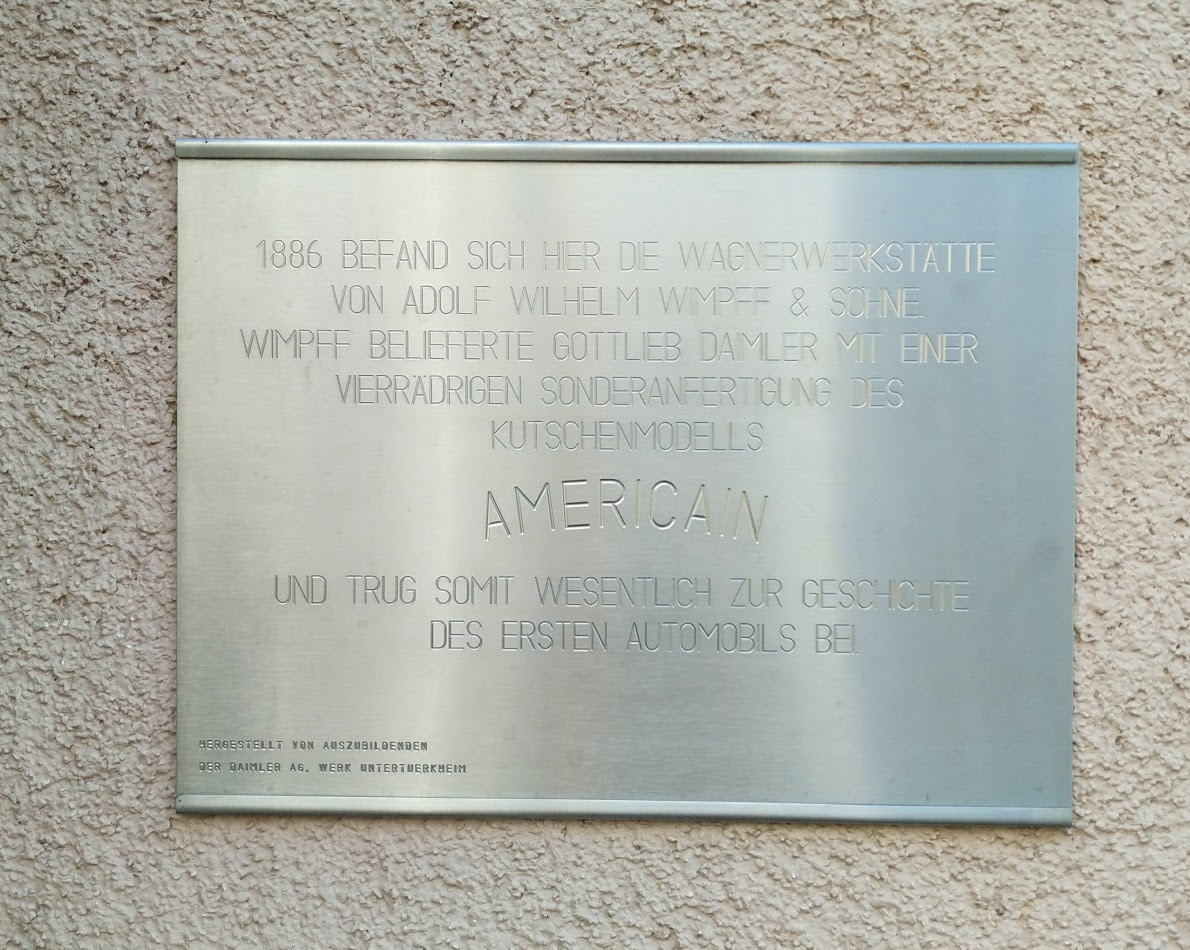
Ehemalige Wagnerwerkstätte von Adolf Wilhelm Wimpff & Söhne im Stuttgarter Bohnenviertel

Adolf Wilhelm Wimpff (* 14. April 1839 in Stuttgart; † 17. Juni 1903 in Stuttgart) gründete 1866 eine Wagenbaufabrik (Chaisen-Bauer, Pferdekutschen, Wilhelm Wimpff & Söhne) im Stuttgarter Bohnenviertel.

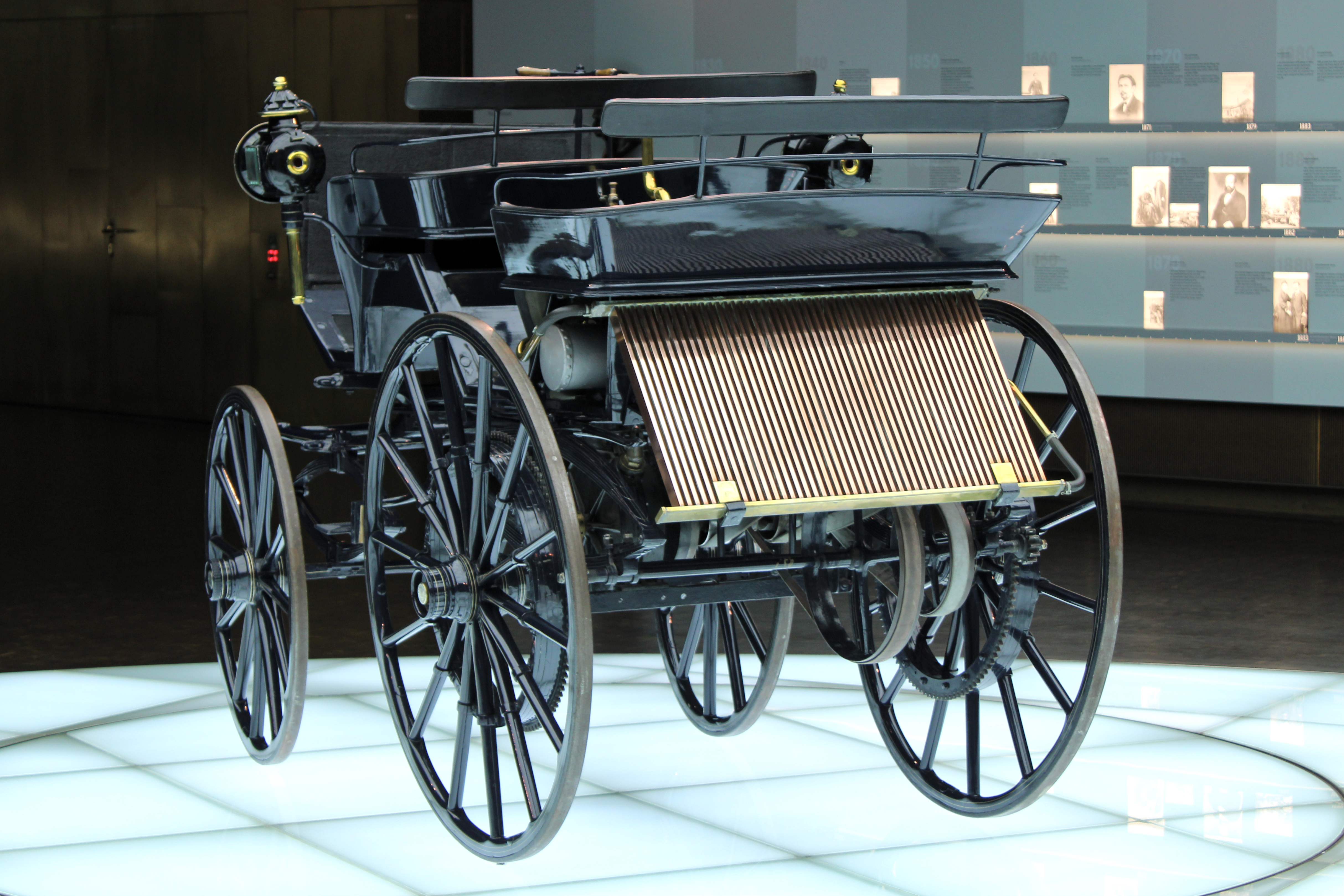
Daimler Motorkutsche von 1886 (Nachbau im Mercedes-Benz-Museum)

Am 8. März 1886 bestellte Gottlieb Daimler eine Kutsche der Bauart „Americain“ bei Wilhelm Wimpff & Söhne, die im August 1886 ausgeliefert wurde.
Ursprünglich als Geschenk für seine Frau Emma gedacht endete sie als das erste vierrädrige Automobil, nachdem Daimler dort einen Motor eingebaut hatte.
Zu den Kunden von Wilhelm Wimpff zählten auch die Luftschiffbau Zeppelin GmbH und der Industrielle Robert Bosch.
Im Jahre 1905 erwarb die Fensterfabrik Gebrüder Neuffer die Gebäude der Wagenfabrik Wimpff und der benachbarten Kundensägerei Diffenbacher in der Rosenstraße 26–28 im Stuttgarter Bohnenviertel.

## Belege
1. ↑  Hospitalkirche (Stuttgart): Kirchenbuch. Beerdigungen. Nr. 101/1903.

| Personendaten    | Personendaten                              |
| ---------------- | ------------------------------------------ |
| NAME             | Wimpff, Wilhelm                            |
| ALTERNATIVNAMEN  | Wimpff, Adolf Wilhelm (vollständiger Name) |
| KURZBESCHREIBUNG | deutscher Unternehmer                      |
| GEBURTSDATUM     | 14. April 1839                             |
| GEBURTSORT       | Stuttgart                                  |
| STERBEDATUM      | 17. Juni 1903                              |
| STERBEORT        | Stuttgart                                  |